# ديمتري كوزلوف
ديمتري كوزلوف (بالإنجليزية: Dmitri Ilyich Kozlov)‏ (و. 1919 – 2009 م) هو مهندس فضاء جوي، ومهندس، من الاتحاد السوفيتي، ولد في تيخورتسك، كان عضوًا في الحزب الشيوعي لروسيا الاتحادية، والحزب الشيوعي السوفيتي، توفي في سامارا، عن عمر يناهز 90 عاماً.

## التعليم
تعلم في جامعة البلطيق التقنية الحكومية.

## جوائز
حصل على جوائز منها:
- جائزة الدولة السوفيتية
- نيشان الاستحقاق الوطني الروسي من الدرجة الثانية
- وسام الحرب الوطنية من الدرجة الأولى
- ميدالية الدفاع عن لينينجراد [الإنجليزية]‏
- ميدالية العامل المخضرم [الإنجليزية]‏
- جائزة لينين
- وسام ثورة أكتوبر
- بطل العمل الاشتراكي
- وسام النجمة الحمراء
- ميدالية الانتصار على ألمانيا في الحرب الوطنية العظمى 1941-1945
- وسام لينين
- Honoured Worker of Science and Technology of the RSFSR  [لغات أخرى]‏.